# Colina Lenin

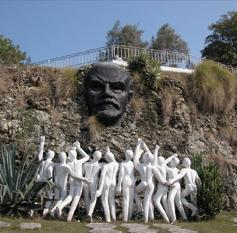
Der Leninhügel

Der Colina Lenin (Leninhügel), ehemals Loma del Fortín, ist ein im Januar 1924 zum Denkmal erklärter Hügel an der Calle Colina im Stadtbezirk Regla von Havanna (Kuba) und erinnert mit einem großen Porträt-Relief und weiteren Gestaltungselementen an den sowjetischen kommunistischen Politiker Wladimir Iljitsch Lenin. Der Colina Lenin ist das älteste Lenin-Denkmal außerhalb des ehemaligen Staatsgebiets der UdSSR und wurde von Antonio Bosch, dem der Liberalen Partei angehörenden damaligen Bürgermeister von Regla, gestaltet und errichtet. 1961 wurde auf dem Hügel ein nach Lenin benannter Kindergarten eröffnet. 1984, zum 60. Todestag Lenins, wurde das Denkmal zum nationalen Monument erklärt.
Koordinaten: 23° 7′ 25,3″ N, 82° 19′ 28,9″ W